# Jack Pelter
Jack Pelter (30 de julio de 1987 en Barrow-in-Furness) es un futbolista inglés naturalizado neozelandés que juega como defensor en el Cashmere Technical.

## Carrera
Debutó en 2006 en el Canterbury United, jugó una sola temporadas allí y emigró a Inglaterra para ser parte de la plantilla del Sunderland, donde no tuvo mucho continuidad, por lo que regresó en 2008 a Nueva Zelanda para jugar en el Western Suburbs. En 2009 estuvo a préstamo en el Vålerenga noruego. Jugó un año para el Waitakere United, aunque fue relegado de la plantilla en 2011, año en el que pasó al Metro FC.

### Clubes
| Club                            | País          | Año               |
| ------------------------------- | ------------- | ----------------- |
| Canterbury United Football Club | Nueva Zelanda | 2006 - 2007       |
| Sunderland AFC                  | Inglaterra    | 2007 - 2008       |
| Western Suburbs                 | Nueva Zelanda | 2008 - 2010       |
| Vålerenga Fotball               | Noruega       | 2009 (a préstamo) |
| Waitakere United                | Nueva Zelanda | 2010 - 2011       |
| Metro Football Club             | Nueva Zelanda | 2011 - 2014       |
| Cashmere Technical              | Nueva Zelanda | 2014 - Presente   |

### Selección nacional
Fue citado para representar a Nueva Zelanda en la Copa Mundial Sub-20 de 2007, allí solo jugó un partido frente a México. El resultado fue derrota 2-1, siendo Pelter el autor del tanto neozelandés.